# 藤山竜仁
藤山 竜仁（ふじやま りゅうじ、1973年6月9日 - ）は、鹿児島県鹿児島郡桜島町（現 鹿児島市）出身の元プロサッカー選手。ポジションは主にディフェンダー（DF）。

## 来歴
小学校3年生のときに兄の影響でサッカーを始める。1989年に鹿児島実業高へ進学。1990年度の全国高校選手権で準優勝。在学中、鹿児島県選抜として3年連続で国体に出場した。この頃学んだスライディングに頼らずにボールを奪う守備が後々ディフェンダーとして活かされることになった。同期に前園真聖、仁田尾博幸。
1992年に高校を卒業し東京ガスに入社。ジャパンフットボールリーグ所属の同社サッカー部（1999年よりFC東京）に加入した。午前にガスメーターの検針を担当し、午後に練習をこなすという社員選手として活動を続けていたが、1994年からはJリーグ参画に向けて体制作りを進めるチームの方針に沿ってプロ契約を締結。東京ガスにとっては初の日本人選手とのプロ契約だった。この頃まではMF（サイドハーフやボランチ）としてプレーを続けていたが、1995年の中断期間中、守備の安定を図る大熊清監督によってDF（左サイドバック）にコンバートされた。この起用法が奏功し、チームの成績は向上。藤山自身も1997年及び1998年のリーグベストイレブンに選出された。
1999年には同年発足のJ2（Jリーグ2部）で準優勝。大熊からの信頼は依然厚く、2000年はチーム加入9年目にしてトップカテゴリーのJ1（Jリーグ1部）でレギュラーとして出場を続けた。藤山はJ1の舞台でスピード溢れるドリブル突破 やオーバーラップからのシュートを見せたいと意気込んでいたが、大熊の考えはJ1の相手に対しては藤山の守備での瞬発力が欠かせないというものであり、変則3バックの左ストッパーに配されるなど 守備に重きを置くプレーを求められ、持ち味の攻撃参加は影を潜めた。
2001年末、古傷の右足首を手術。この影響から2002年は開幕戦に間に合わず、原博実新監督の就任もあって左サイドバックの定位置を確保しきれなかったが、欠場選手の穴埋め役として センターバックや右サイドバックなどでも起用され、プレーの幅を広げた。2003年からは金沢浄の加入によってセンターバックに回る機会がさらに増したが、「センターバックでもプレーすることで選手寿命が延びた」と前向きに受け入れ、鋭い読みと対人の強さを発揮。原からも「守備のスーパーサブ。どこでもやれるありがたい選手」と信頼を寄せられ、ベンチ入りメンバーには常に名を連ねた。
2004年のナビスコカップ決勝では、退場処分を受けたDFジャーンの穴を埋めるべく前半33分からピッチに入り、浦和のFW陣を抑えた。得意のインターセプトによるパスカットも冴え クラブの初タイトル獲得に大きく貢献した。
2005年4月、後十字靭帯損傷によって離脱。古傷の右足首痛も続いていたが、シーズン半ばに復帰。故障者の相次ぐ守備陣にあって、自身の出場した終盤12試合は無敗で乗り切り チームを支えた。2006年のJ1第19節対福岡戦にて、J1リーグ7年目にして初ゴールを挙げた。2007年からはチーム最年長選手となったが、インターセプトは健在で 同年のレギュラーを確保し、公式戦42試合出場を記録。
2009年半ばからはベンチ入りメンバーから外れることも多くなり、同年10月にFC東京から選手としての契約非更新 とクラブ内でのコーチ転身の打診を受けたが、「身体が動くうちは現役選手でいたい」「指導者として一つのチームしか知らないのはマイナス」と即座に現役続行及びFC東京退団を決断。同年11月のナビスコカップ決勝では出番を得られず、ベンチからチームの優勝を見届けた。表彰式ではキャプテンマークを託され、東京ガス時代からの盟友浅利悟のユニフォームを着用して降壇した。退団セレモニーにて、来季コンサドーレ札幌に所属する旨を表明。
2010年はJ2札幌でプレー。全力で練習に取り組む姿勢は札幌でも変わらず、石崎信弘監督からは「（空中戦で）相手より先に身体を入れたり、身体を上手く当てたりという駆け引きが凄くうまい」と評価され CBあるいは右SBとして重用された。同年4月のJ2第9節甲府戦で公式戦500試合出場を記録。鋭い読みと相手を巧みに抑え込むマークで守備陣を支え、チームメートの岩沼俊介からも「高さがない自分のお手本」 と信頼を寄せられていたが、1年限りでの退団が発表された。
2010年をもって現役を引退し、2011年からFC東京普及部コーチに就任した。同年JFA公認B級コーチ養成講習会を受講し 翌2012年にライセンス取得。2015年、A級ジェネラルライセンス取得。

## 所属クラブ
- 桜島町立桜峰小学校[7]
- 桜島町立桜島中学校[7]
- 1989年 - 1991年 鹿児島実業高校
- 1992年 - 2009年  東京ガスサッカー部 / 東京ガスフットボールクラブ / FC東京
- 2010年  コンサドーレ札幌

## 個人成績
| 国内大会個人成績 | 国内大会個人成績 | 国内大会個人成績 | 国内大会個人成績 | 国内大会個人成績 | 国内大会個人成績 | 国内大会個人成績 | 国内大会個人成績 | 国内大会個人成績 | 国内大会個人成績 | 国内大会個人成績 | 国内大会個人成績 |
| 年度             | クラブ           | 背番号           | リーグ           | リーグ戦         | リーグ戦         | リーグ杯         | リーグ杯         | オープン杯       | オープン杯       | 期間通算         | 期間通算         |
| 年度             | クラブ           | 背番号           | リーグ           | 出場             | 得点             | 出場             | 得点             | 出場             | 得点             | 出場             | 得点             |
| 日本             | 日本             | 日本             | 日本             | リーグ戦         | リーグ戦         | リーグ杯         | リーグ杯         | 天皇杯           | 天皇杯           | 期間通算         | 期間通算         |
| ---------------- | ---------------- | ---------------- | ---------------- | ---------------- | ---------------- | ---------------- | ---------------- | ---------------- | ---------------- | ---------------- | ---------------- |
| 1992             | 東京ガス         | 29               | 旧JFL1部         | 18               | 1                | -                | -                | 0                | 0                | 18               | 1                |
| 1993             | 東京ガス         | 8                | 旧JFL1部         | 17               | 3                | -                | -                | -                | -                | 17               | 3                |
| 1994             | 東京ガス         | 8                | 旧JFL            | 30               | 0                | -                | -                | 3                | 0                | 33               | 0                |
| 1995             | 東京ガス         | 8                | 旧JFL            | 29               | 3                | -                | -                | 1                | 0                | 30               | 3                |
| 1996             | 東京ガス         | 8                | 旧JFL            | 30               | 1                | -                | -                | 3                | 0                | 33               | 1                |
| 1997             | 東京ガス         | 8                | 旧JFL            | 29               | 1                | -                | -                | 6                | 0                | 35               | 1                |
| 1998             | 東京ガス         | 8                | 旧JFL            | 28               | 2                | -                | -                | 3                | 0                | 31               | 2                |
| 1999             | FC東京           | 8                | J2               | 35               | 1                | 8                | 0                | 4                | 0                | 47               | 1                |
| 2000             | FC東京           | 8                | J1               | 30               | 0                | 2                | 0                | 1                | 0                | 33               | 0                |
| 2001             | FC東京           | 8                | J1               | 30               | 0                | 4                | 0                | 0                | 0                | 34               | 0                |
| 2002             | FC東京           | 8                | J1               | 20               | 0                | 5                | 0                | 1                | 0                | 26               | 0                |
| 2003             | FC東京           | 8                | J1               | 12               | 0                | 4                | 0                | 2                | 0                | 18               | 0                |
| 2004             | FC東京           | 8                | J1               | 18               | 0                | 7                | 0                | 3                | 0                | 28               | 0                |
| 2005             | FC東京           | 8                | J1               | 15               | 0                | 1                | 0                | 2                | 0                | 18               | 0                |
| 2006             | FC東京           | 8                | J1               | 17               | 1                | 1                | 0                | 2                | 0                | 20               | 1                |
| 2007             | FC東京           | 8                | J1               | 32               | 0                | 7                | 0                | 3                | 0                | 42               | 0                |
| 2008             | FC東京           | 8                | J1               | 15               | 0                | 6                | 0                | 4                | 0                | 25               | 0                |
| 2009             | FC東京           | 8                | J1               | 4                | 0                | 1                | 0                | 1                | 0                | 6                | 0                |
| 2010             | 札幌             | 3                | J2               | 31               | 0                | -                | -                | 1                | 0                | 32               | 0                |
| 通算             | 日本             | 日本             | J1               | 193              | 1                | 38               | 0                | 19               | 0                | 250              | 1                |
| 通算             | 日本             | 日本             | J2               | 66               | 1                | 8                | 0                | 5                | 0                | 79               | 1                |
| 通算             | 日本             | 日本             | 旧JFL1部         | 181              | 11               | -                | -                | 16               | 0                | 197              | 11               |
| 総通算           | 総通算           | 総通算           | 総通算           | 440              | 13               | 46               | 0                | 40               | 0                | 526              | 13               |

- 1992年7月05日：旧JFL初出場 - JFL第1節 vsヤンマーディーゼルサッカー部 (美作)
- 1992年9月20日：旧JFL初得点 - JFL第13節 vsNKKサッカー部 (等々力)
- 1996年5月25日：旧JFL100試合出場 - JFL第7節 vs富士通サッカー部 (西が丘)
- 1999年3月14日：J2初出場 - J2第1節 vsサガン鳥栖 (西が丘)[6]
- 1999年9月25日：J2初得点 - J2第28節 vs大分トリニータ (駒沢)[6]
- 2000年3月11日：J1初出場 - J1第1節 vs横浜F・マリノス (横浜国際)
- 2004年6月26日：J1・100試合出場 - J1 1st第15節 vs浦和レッドダイヤモンズ (埼玉)
- 2006年8月23日：J1初得点 - J1第19節 vsアビスパ福岡 (国立)

## タイトル

### クラブ
FC東京
- Jリーグカップ：2回 (2004年、2009年)

### 個人
- JFL ベストイレブン：2回（1997年、1998年）

## 指導歴
- 2010年 - FC東京
  - 2010年 - 2014年 普及部 コーチ
  - 関東第一高校サッカー部 コーチ (兼務)
  - 2015年 - U-12育成担当
  - 2016年 - 2018年 U-15深川 コーチ
  - 2019年 - 2022年 U-15むさし コーチ
  - 2023年 - U-15むさし 監督

## 監督成績
| 年度   | クラブ           | 所属        | リーグ戦 | リーグ戦 | リーグ戦 | リーグ戦 | リーグ戦 | リーグ戦 |
| 年度   | クラブ           | 所属        | 順位     | 勝点     | 試合     | 勝       | 分       | 敗       |
| ------ | ---------------- | ----------- | -------- | -------- | -------- | -------- | -------- | -------- |
| 2023   | FC東京U-15むさし | U-15関東1部 | 位       |          |          |          |          |          |
| 通算   | 日本             | U-15関東1部 | -        | -        |          |          |          |          |
| 総通算 | 総通算           | 総通算      | -        | -        |          |          |          |          |